# Якамара велика
Якамара велика (Jacamerops aureus) — вид дятлоподібних птахів родини якамарових (Galbulidae).

## Поширення
Вид поширений в Центральній та Південній Америці від Нікарагуа до Бразилії та півночі Болівії. Живе у вологих лісах.

## Опис
Птах завдовжки 30 см. Вага 63-70 г. У нього довгий прямий і загострений дзьоб, чорного кольору. Верхня частина тіла та голова зеленого кольору із золотистим відблиском, блакитним відтінком на підборідді, лобі і хвості і фіолетово-мідним на спині. Горло біле. Нижня частина тіла помаранчева.

## Спосіб життя
Живиться комахами. Сезон розмноження триває з березня по червень. Гнізда облаштовує у норах, які викопує у термітниках, на схилах ярів або обривистих берегах річок.